# Бурмистров, Михаил Васильевич

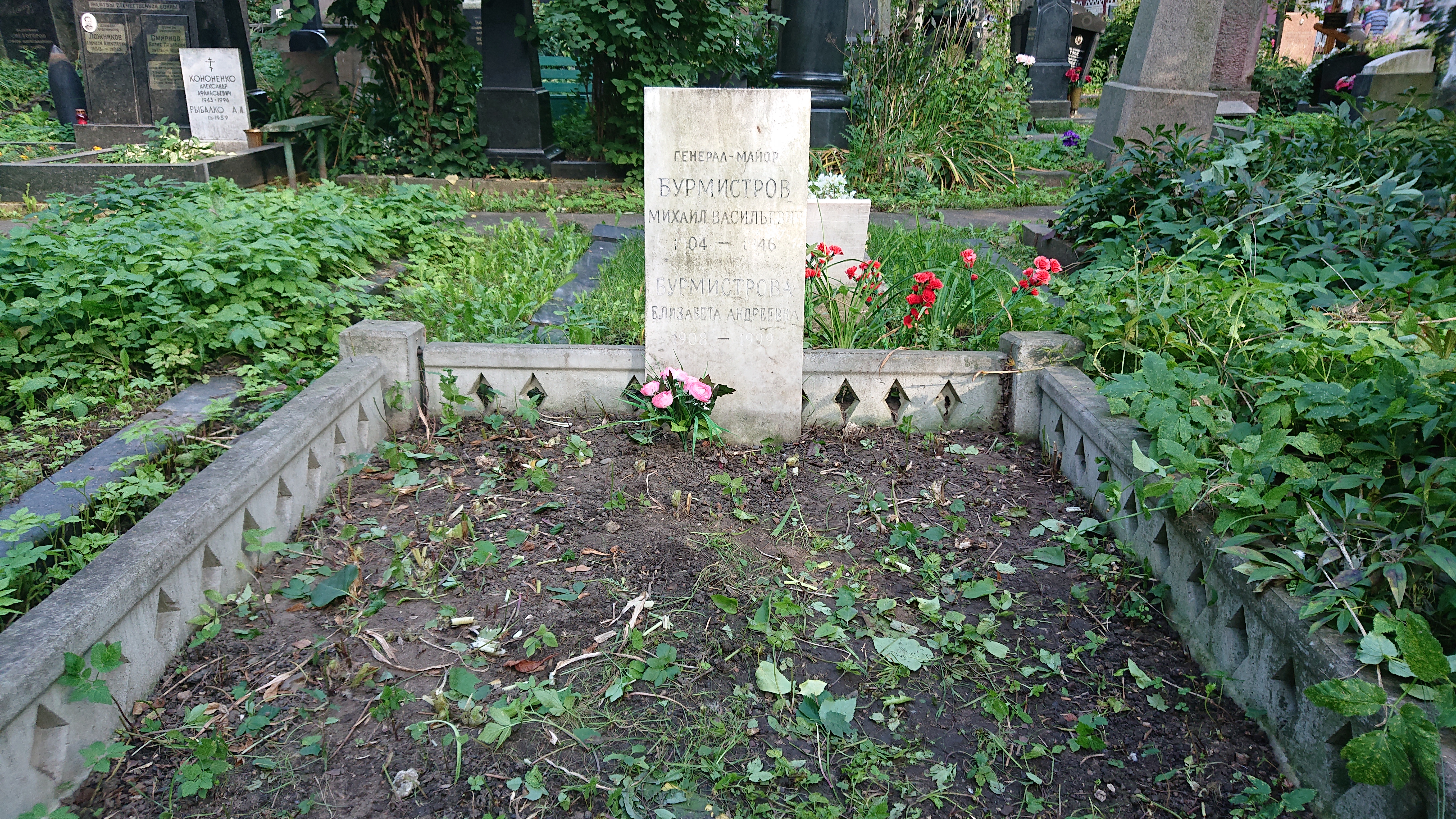
Могила Бурмистрова на Новодевичьем кладбище Москвы.

Михаил Васильевич Бурмистров (1904—1946) — генерал-майор Советской Армии, участник боёв на Халхин-Голе, советско-финской и Великой Отечественной войны.

## Биография
Михаил Бурмистров родился в 1904 году в Санкт-Петербурге. В 1924 году был призван на службу в Рабоче-крестьянскую Красную Армию. Участвовал в боях на реке Халхин-Гол и в советско-финской войне.
В годы Великой Отечественной войны полковник Михаил Бурмистров занимал должности начальника оперативного отдела штаба 2-й ударной армии, начальника оперативного отдела — заместителя начальника штаба 21-й армии. 17 января 1942 года во время боёв под Новгородом был тяжело ранен в живот. 5 октября 1944 года Бурмистрову было присвоено звание генерал-майора.
Скончался в 1946 году, похоронен на Новодевичьем кладбище Москвы.
Был награждён орденом Ленина, тремя орденами Красного Знамени, орденом Кутузова 2-й степени и рядом медалей.